# Le Cheval pâle
Pour les articles homonymes, voir Le Cheval pâle (homonymie) et The Pale Horse.
Le Cheval pâle (titre original : The Pale Horse) est un roman policier d'Agatha Christie publié le 6 novembre 1961 au Royaume-Uni, mettant en scène Ariadne Oliver. Il est publié en 1962 aux États-Unis et en France.
Le prêtre catholique Gorman est appelé auprès de Mme Davis, mourante, pour entendre sa dernière confession. A cette occasion, elle lui confie un secret avant de mourir. Sur le chemin du retour vers sa paroisse, il réfléchit à ce qui lui a été raconté et décide de noter les noms qui lui ont été donnés tant que le souvenir est encore frais. Dans un café, il les écrit sur un sac en papier et glisse ensuite les notes dans sa botte, car les poches de sa soutane sont trouées. Peu de temps après avoir quitté le café, le père Gorman est tué dans un épais brouillard.

## Personnages

### Victimes
- Mme Davis : employée de Customers’ Reactions Classified
- Père Gorman : prêtre catholique

### Enquêteurs
- Mark Easterbrook : historien spécialiste de l'Empire moghol, narrateur d'un avant-propos et de la plupart des 25 chapitres (seuls les chapitres 2, 3, 8 et 10, et la liste rédigée des personnages, placée en en-tête, ne sont pas écrits de son point de vue)
- Inspecteur Lejeune : chargé de l'enquête sur l'assassinat du Père Gorman
- Ariadne Oliver : auteur de romans policiers et amie de Mark Easterbrook

### Suspects
- Jim Corrigan : chirurgien de la police
- M. Venables : homme riche au passé trouble, cloué dans un fauteuil roulant
- Zachariah Osborne : pharmacien prenant sa retraite qui suspecte monsieur Venables pour avoir assassiné le père Gorman.
- M. Bradley : avocat véreux prenant les « paris » pour le Cheval pâle
- Thyrza Grey : adepte de la magie noire
- Sybil Stamfordis : medium
- Bella : cuisinière de Thyrza Grey et « sorcière »
- Thomasina Tuckerton, une des victimes du Cheval pâle
- Poppy Stirling : amie d'une relation de Mark Easterbrook
- Mme Dane Calthrop : épouse du révérend Dane Calthrop
- Rhoda Despard : cousine de Mark Easterbrook
- Colonel Despard : époux de Rhoda
- Mme Tuckerton : belle-mère et héritière de Thomasina
- Mme Coppins : propriétaire du meublé dans lequel est décédée Mme Davis
- Eileen Brandon : ancienne employée de Customers’ Reactions Classified

### Autres personnages
- Ginger Corrigan : jeune femme, sans parenté avec Jim Corrigan, rencontrée par Mark Easterbrook.
- Hermia Redcliffe : amie de cœur de Mark Easterbrook, supposée être sa « fiancée ».
- David Ardingley : historien, ami de Mark Easterbrook.

## Résumé

### Mise en place de l'intrigue
Une femme agonisante, Mme Davis, est entendue en confession par le père Gorman, un prêtre catholique  elle lui révèle un terrible secret ainsi qu'une série de noms. Toutefois, avant de pouvoir entreprendre quelque chose, le prêtre est assassiné alors qu'il retourne à son presbytère.
Pendant ce temps-là, Mark Easterbrook, héros du livre et narrateur d'une partie des chapitres, est témoin, dans un bar de Chelsea, d'une bagarre entre deux jeunes filles, dont l'une arrache à pleines touffes des cheveux du crâne de son adversaire, sans que celle-ci paraisse éprouver de la douleur. Peu de temps après, il apprend le décès soudain de cette dernière, nommée Thomasina Tuckerton. Lors d'un dîner avec l'un de ses amis, accompagné d'une certaine Poppy Stirling, celle-ci révèle qu'une organisation nommée« Le Cheval pâle » serait susceptible de commettre des meurtres sur commande, mais prend peur lorsque, le lendemain, Mark Easterbrook cherche à obtenir des informations complémentaires.
Rencontrant inopinément un de ses camarades d'université, Jim Corrigan, à présent chirurgien pour la police, Mark Easterbrook est mis au courant de la liste de noms découverte dans la chaussure du père Gorman après son assassinat. Il a la surprise d'y trouver un nom rare, celui de sa marraine, lady Hesketh-Dubois, récemment décédée de causes apparemment naturelles, et celui de Thomasina Tuckerton. Il commence alors à s'interroger sur la nature de cette liste, qui semble recenser les noms de personnes récemment décédées et, peut-être, ceux de personnes susceptibles de mourir dans un proche avenir.

### Enquête et aventures
Mark Easterbrook, accompagné de son amie Ariadne Oliver, célèbre auteur de romans policiers, se rend à une kermesse de village organisée par le mari d'une de ses cousines, et y apprend alors l'existence d'une maison nommée Le Cheval pâle, une ancienne auberge, à présent habitée par trois « sorcières » modernes, Thyrza Grey, Sybil Stamfordis et leur cuisinière Bella, auxquelles ils rendent une visite de courtoisie qui n'est pas dénuée de curiosité, au cours de laquelle les « sorcières » ne cherchent pas à détromper leurs visiteurs sur leur réputation sulfureuse.
À l'occasion de cette visite, Mark Easterbrook a également l'occasion de rencontrer M. Venables, un homme très riche cloué dans un fauteuil roulant et qui semble professer des idées au-dessus de la morale ordinaire, sans parler des origines troubles de sa fortune.
Se souvenant d'une conversation avec Thyrza Grey, Mark Easterbrook a la nette impression que son interlocutrice, lors d'une discussion sur la capacité de tuer quelqu'un à distance, lui a implicitement indiqué que, en cas de nécessité, elle pourrait éventuellement lui rendre service.
Pendant ce temps-là, l'enquête policière sur l'assassinat du père Gorman suit son cours, avec le témoignage d'un pharmacien, Zacharias Osborne, qui fait une description détaillée d'un homme aperçu le soir du meurtre, et qui semblait suivre sa future victime. Quelque temps plus tard, Zacharias Osborne, qui a entre-temps pris sa retraite pour venir s'installer dans une petite demeure guère éloignée du Cheval pâle et du village où résident les cousins de Mark Easterbrook, prend à nouveau contact avec la police, car il est certain que le suspect, dans l'assassinat du père Gorman, ne serait autre que M. Venables. Informé de l'infirmité dont souffre celui-ci des suites d'une poliomyélite contractée quelques années plus tôt, et qui rend peu probable, en raison de l'atrophie des muscles de ses jambes, l'hypothèse avancée par le pharmacien, celui-ci refuse de démordre et émet la supposition que M. Venables pourrait feindre son infirmité.
Mark Easterbrook, lorsqu'il constate que son amie de cœur[évasif], Hermia Redcliffe, ne partage pas ses craintes sur l'existence d'un vaste réseau de meurtres sur commande, commence à s'éloigner d'elle. Il trouve toutefois plusieurs alliées de poids : son amie la romancière Ariadne Oliver, ainsi que la femme du pasteur, Mme Dane Calthrop, femme de tête désireuse de contenir le mal où qu'il puisse se trouver, au-delà de la charge d'âmes dévolue à son mari par ses fonctions sacerdotales. Une jeune femme de la région, Ginger Corrigan (simple homonyme du chirurgien de la police) lui apporte également de l'aide en allant interroger Poppy Stirling et en lui soutirant le nom et l'adresse d'un avocat véreux résidant à Birmingham, M. Bradley, qui confirme à Mark Easterbrook les rumeurs selon lesquelles, moyennant finances, il peut accepter des « paris » sur la probabilité de voir disparaître une personne gênante à une échéance donnée, le tout sans transgresser la loi.
Mark Easterbrook décide alors, avec l'agrément de l'inspecteur Lejeune et la coopération de Ginger, de se faire passer pour un homme désireux de se débarrasser de son épouse, personnifiée par Ginger, en vue de pouvoir épouser Hermia Redcliffe, qui est partout considérée comme étant quasiment fiancée avec lui. Mark Easterbrook rend à nouveau visite à l'avocat véreux, pour « passer commande » du meurtre de sa prétendue « femme », et est invité à participer à une séance particulière de magie noire au Cheval pâle, où officie Thyrza Grey. Quelque temps plus tard, Ginger tombe effectivement malade et commence à s'affaiblir sérieusement.
Très éprouvé par les craintes qu'il éprouve pour la santé et pour la vie de Ginger, Mark Easterbrook retourne voir Poppy Stirling et celle-ci finit par lui révéler que le Cheval pâle pourrait avoir partie liée avec une organisation, le CRC – pour Customers’ Reactions Classified –, dont faisait partie une de ses amies, Eileen Brandon, qui en a démissionné, mais aussi la défunte Mme Davis. On apprend alors que les représentantes du CRC se livraient, de manière très ciblée, à de supposées enquêtes de marché sur des produits de nature diverse (articles de toilette, cosmétiques, petite pharmacie) et que, ultérieurement, un faux plombier, un faux électricien ou tout autre soi-disant ouvrier, parvient à accéder pour de faux motifs au domicile des victimes et à substituer discrètement un produit (de beauté, de petite pharmacie, etc.) empoisonné au vrai produit utilisé de manière régulière par la victime.

### Dénouement et révélations finales
C'est alors qu'Ariadne Oliver indique à Mark Easterbrook un élément décisif qu'elle vient de découvrir : une autre des victimes supposées du Cheval pâle, Mary Delafontaine, perdait également ses cheveux durant sa maladie, comme cela était arrivé à Thomasina Tuckerton, mais aussi à Lady Hesketh-Dubbois et, maintenant, à la jeune Ginger. Le doute n'est alors plus permis : l'ensemble de ces assassinats semble être accompagné de symptômes d'empoisonnement au thallium.
L'inspecteur Lejeune décide alors d'organiser une sorte de confrontation avec M. Venables, à laquelle il convie Mark Easterbrook et le pharmacien retraité Zacharias Osborne. Mais cette rencontre s'avère être un piège pour conduire Zacharias Osborne à reconnaître que, à la grande surprise de Mark Easterbrook, derrière l'organisation pseudo-magique du Cheval pâle, il y a non pas un infirme n'ayant pas toujours respecté la loi — M. Venables — mais un cerveau scientifique à la base de l'organisation criminelle dans laquelle il n'apparaissait pas : Zacharias Osborne lui-même, idéalement placé pour se procurer du thallium et préparer des médicaments ou autres préparations empoisonnées, destinées à ses victimes.

## Commentaires

### Titre
Le titre du roman, est tiré du chapitre 6, verset 8 du dernier livre du Nouveau Testament, l'Apocalypse de Jean : « Je regardai, et voici, parut un cheval d'une couleur pâle. Celui qui le montait se nommait la mort, et le séjour des morts l'accompagnait... » (« And I looked, and behold a pale horse: and his name that sat on him was Death, and Hell followed with him... »). Le Cheval pâle est le quatrième cheval, portant la Mort, faisant partie des Quatre Cavaliers de l'Apocalypse.

### Liens avec d'autres œuvres
Ce roman ne met pas en scène l'un des détectives habituels imaginés par Agatha Christie. Toutefois, au moins un personnage récurrent de l'œuvre de la romancière y apparaît, tandis que d'autres personnages, ponctuellement entrevus dans d'autres romans, réapparaissent ici à des titres divers :
- Ariadne Oliver, double autoparodique d'Agatha Christie, présente aux côtés d'Hercule Poirot dans plusieurs œuvres,
- le révérend et Mrs. Dane Calthrop, croisés aux côtés de Miss Marple, notamment dans le roman La Plume empoisonnée (1942),
- le colonel Despard et son épouse Rhoda (cousine de Mark Easterbrrok), tous deux apparus aux côtés d'Hercule Poirot et de Mrs. Oliver dans l'intrigue du roman Cartes sur table (1936), à la suite de laquelle ils se sont mariés.

Ariadne Oliver fait clairement allusion, au cours de la première scène avec Mark Easterbrook, au fait qu'elle a été choquée par une mésaventure récente au cours d'une kermesse de village, pour laquelle elle avait mis au point le scénario d'une course à l'assassin, et durant laquelle la jeune fille jouant le rôle de la victime, Marlene Tucker, avait effectivement été assassinée. Cet épisode a trait au roman Poirot joue le jeu (1956), paru cinq ans avant Le Cheval pâle.
On retrouve également une allusion à Mon petit doigt m'a dit (1968), avec l'évocation de la vieille dame aux cheveux blancs, en train de boire un verre de lait, qui interroge un visiteur pour savoir si c'est « [son] pauvre enfant qui est enterré derrière la cheminée ». Cette scène récurrente se retrouve aussi au chapitre X de La dernière Énigme (Sleeping Murder : Miss Marple’s Final Case, 1976), mais c’est seulement dans Mon petit doigt m’a dit qu’elle a un rapport avec l'enquête en cours.

### Liens avec la réalité
Ce roman, dans lequel Agatha Christie décrit les symptômes d'un empoisonnement au thallium, a permis à des lecteurs de sauver plusieurs vies :
- en 1971, le tueur en série Graham Young, qui avait empoisonné plusieurs personnes, est arrêté grâce au livre. Un médecin travaillant avec le Scotland Yard découvre que le supposé virus était en fait un empoisonnement au thallium ;
- en 1975, une femme d'Amérique latine sauve la vie d'une femme victime d'un lent empoisonnement ;
- en 1977, une infirmière sauve la vie d'un bébé en suggérant qu'il puisse être victime d'un empoisonnement[3].

## Éditions
- (en) The Pale Horse, Londres, Collins Crime Club, 6 novembre 1961, 256 p.
- (en) The Pale Horse, New York, Dodd, Mead and Company, 1962, 242 p.
- Le Cheval pâle (trad. Henri Thiès), Paris, Librairie des Champs-Élysées, coll. « Le Masque » (no 774), 1962, 245 p. (BNF 32950716)
  - coll. « Club des Masques » (no 64), 1968, pp. 189,  (ISBN 2-7024-0098-1)
- Le Cheval pâle (trad. J. Lévy), dans : L'Intégrale - Agatha Christie (préf. Jacques Baudou), t. 11 : Les années 1958-1964, Paris, Librairie des Champs-Élysées, coll. « les Intégrales du Masque », 1998, 1336 p. (ISBN 2-7024-2439-2, BNF 36200551)

## Adaptations
- 1997 : Le Cheval pâle (The Pale Horse), téléfilm britannique de Charles Beeson pour A&E. Le personnage d'Ariadne Oliver y est absent ;
- 2010 : Le Cheval pâle (The Pale Horse), téléfilm de la série britannique Miss Marple d'ITV. Le personnage d'Ariadne Oliver y est absent, remplacé par Miss Marple joué par Julia McKenzie ;
- 2010 : The Pale Horse, feuilleton radiophonique pour BBC Radio 4 ;
- 2015 : Le Cheval pâle, téléfilm de la série française Les Petits Meurtres d'Agatha Christie de France 2. Les personnages principaux y sont absents, remplacés par le trio Laurence-Avril-Marlène joués par Samuel Labarthe, Blandine Bellavoir et Élodie Frenck.
- 2020 : The Pale Horse téléfilm en deux épisodes de la BBC One adapté par Sarah Phelps, réalisé par Leonora Lonsdale et joué par Rufus Sewell et Kaya Scodelario.